# Soyouz TMA-12
La mission TMA-12 du programme Soyouz a débuté le 8 avril 2008. Elle a assuré le transport de deux membres de l'équipage de l'Expédition 17 vers la Station spatiale internationale et a emmené la première Sud-Coréenne dans l'espace. TMA-12 est le 99e vol d'un vaisseau spatial Soyouz depuis le premier en 1967. 

## Équipage
- Sergei Volkov (1) Commandant -  Russie
- Oleg Kononenko (1) Ingénieur de bord -  Russie
- Yi So-yeon (1) Première cosmonaute de son pays -  Corée du Sud (uniquement à l'aller)

Atterrit uniquement :
- Richard Garriott (1) Touriste Spatial -  États-Unis

Le chiffre entre parenthèses indique le nombre de vols spatiaux effectués par l'astronaute, Soyouz TMA-12 inclus.

### Équipage de remplacement
- Commandant : Maxime Souraïev,  Russie
- Ingénieur de vol : Oleg Skripochka,  Russie
- Touriste spatial : Ko San - Nik Halik,  Corée du Sud -  Australie

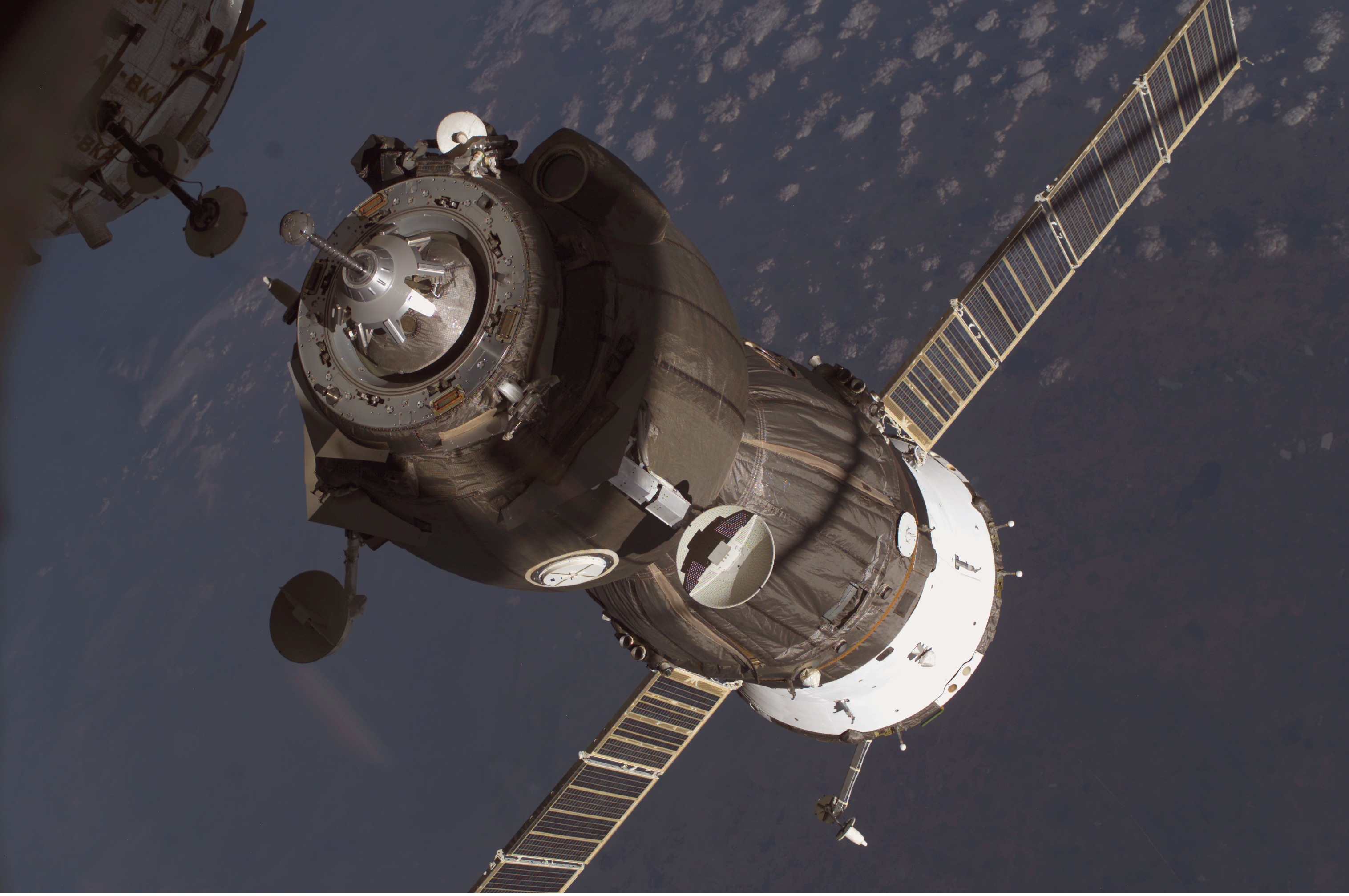
Soyouz TMA-12 à l'approche de la Station spatiale internationale pour l'amarrage le 10 avril 2008.